# Sormonne
Sormonne – miejscowość i gmina we Francji, w regionie Grand Est, w departamencie Ardeny.
Według danych na rok 1990 gminę zamieszkiwało 531 osób, a gęstość zaludnienia wynosiła 112 osób/km².